# Myria
Myria gr. (ma = 10 000) i myrio (mo = 1/10 000) – przedrostki używane w starszych wersjach systemu metrycznego, nie będące częścią układu SI. Przedrostki te pochodzą z greckiego μύριοι (mýrioi), oznaczającego zarówno „dziesięć tysięcy” jak i „nieskończenie wielka liczba” (podobne znaczenie ma także 10 000 w kulturze chińskiej).
Rzadziej używany skrót my wprowadza dwuznaczność, ponieważ nie odróżnia wielokrotności ma od podwielokrotności mo. Obie te krotności utworzone we Francji w 1795 roku, zostały usunięte gdy przedrostki SI zostały przyjęte oficjalnie na jedenastej konferencji CGPM w 1960 roku.